# Assen

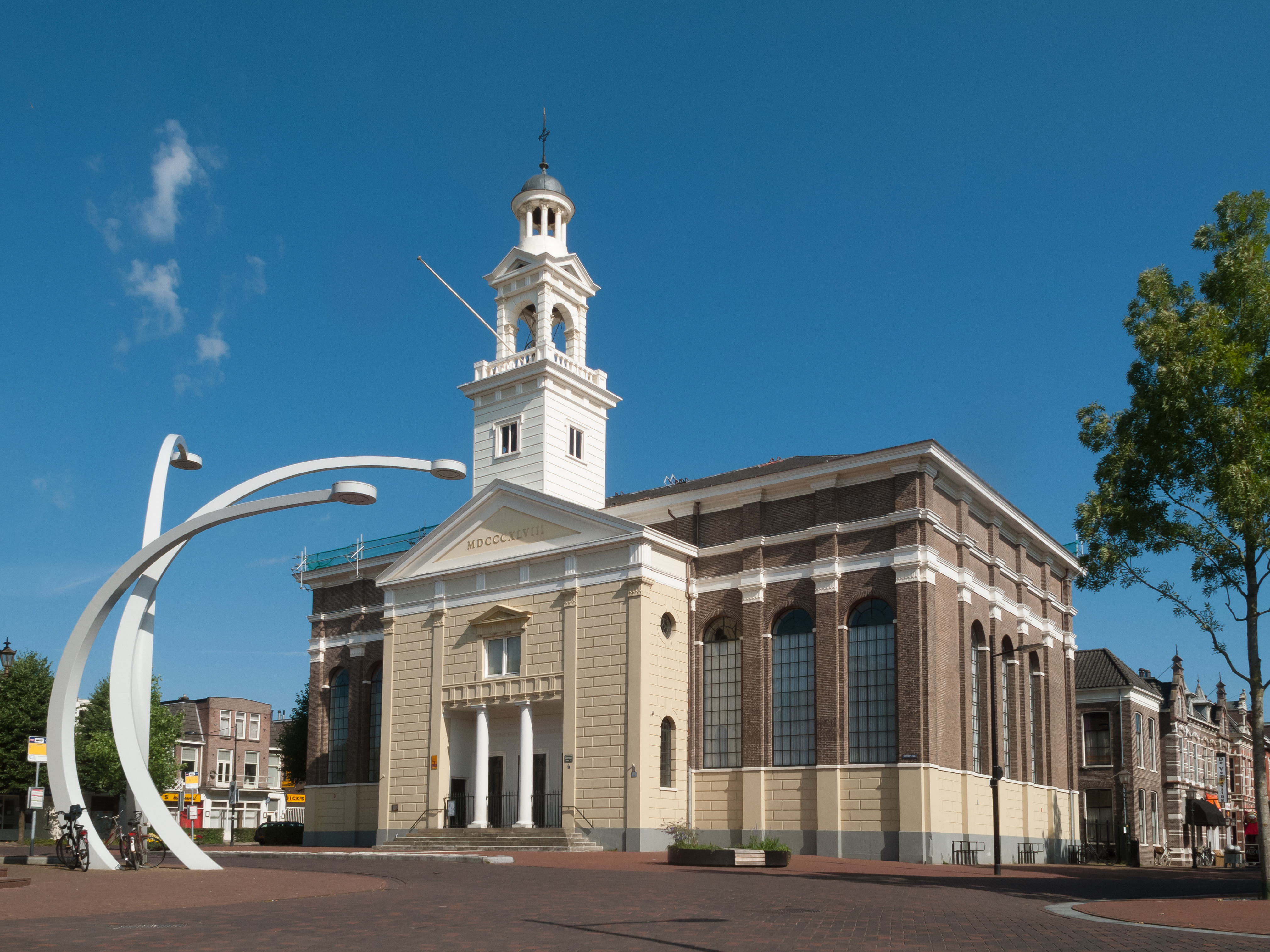
Assen, la iglesia: de Jozefkerk

Assen es la capital y un municipio de la provincia de Drenthe, localizados en el norte de los Países Bajos. Assen tiene alrededor de 66 215 habitantes (2009). El circuito de Assen está ubicado cerca de la ciudad.

## Etimología
El significado del nombre "Assen" no es del todo clara. La respuesta más probable es que tiene que ver con el de Essen o fresnos. Sin embargo, una conexión también se ha hecho con el nombre del hombre frisón "Hasse". Menos probable es que el nombre deriva del antiguo sajón asna, lo que significa arrendamiento o préstamo, o Adna, lo que significa hacha.

## Centros de población
Anreep, Assen, De Haar, Graswijk, Loon, Rhee, Schieven, Ter Aard, Ubbena, Witten, Zeijen, Zeijerveen, Zeijerveld.

## Historia
La historia de la capital de Drenthe se remontan al menos a 1258, cuando una nueva ubicación en el monasterio de María de Campis, que fue construido cerca de Coevorden como sanción por la masacre en 1227 contra el ejército del obispo de Utrecht, a manos de campesinos de Drenthe, en lo que ha llegado a ser conocida como la Batalla de Ane, En la que el obispo fue asesinado. Ordenó a su sucesor en el monasterio que se construyó como una pena. En este monasterio se encuentra en una zona árida de turba, que también sucedió con las inundaciones por lo que hubo de encontrar un mejor lugar. Un mejor lugar sobre todo para el monasterio cisterciense fue encontrado en una zona conocida como Witten, donde en esa época solo se encontraban unas pocas explotaciones agrícolas. Alrededor de él estaban las aldeas como Deurze, en Witten Peelo. Este último tiene una historia que se remonta a los tiempos de cuando se construyeron los dólmenes, pero actualmente está situada entre dos nuevos distritos de Assen. El reubicado monasterio fue erigido probablemente en 1260, y a lo largo de los siglos, Assen se ha desarrollado a su alrededor.

## Monasterio
El monasterio fue construido en lo que ahora es el Brink (es decir, la zona cubierta de hierba que sirve como un simbólico centro municipal) de Assen. En los locales de la actualidad el monasterio se encuentra el Museo Drents, que fue construido en 1882 como "provinciehuis" (es decir, la residencia del gobierno provincial). Solo el Abdijkerk (Abadía), monasterio de terreno y retazos de las paredes nos recuerdan los orígenes religiosos de la ciudad.

## Escudo de Armas
El Escudo de Armas está directamente tomada del sello del monasterio. Al igual que el escudo de la provincia de Drenthe, - en ambos casos de María con el niño -, pero Jesús interruptores rodilla. Al mismo tiempo, le indica cómo la historia de la ciudad está conectada con la junta de gobierno provincial. Que tiene que ver con el hecho de que alrededor de 1600 el abbeygoods fueron secularizados. Maria en Campis ya no existe, pero no los edificios. Debido a la posición central de Assen y el hecho de que el gobierno de lo que entonces se llamó «De Landschap Drenthe (Paisaje de Drenthe) fue la búsqueda de una ubicación para el gobierno y los funcionarios públicos, se convirtió en sede de Assen, y, básicamente, también capital de Drenthe.

## Provincia de Drenthe
Assen realmente no era un municipio, ni siquiera sentido eclesial. Aunque hubo una iglesia abacial, Assen cayó eclesiásticamente y administrativamente conforme a Rolde. En 1615 obtuvo su propio pregicador. En 1807 Assen fue administrativamente liberado del control de Rolde y desde entonces el pueblo establece sus propias autoridades municipales. Una autoridad municipal que, además, en la mayoría de los casos operados en la sombra del gobierno provincial, que siempre se manifiesta en el destacado "Drentse Haagje». Las autoridades municipales llegan a la materia de gobernadores provinciales como el gobernador Petrus Hofstede. A partir de ese momento Assen también obtuvo su significativo apodo, 'het Herenbolwerk ».

## Ciudad de Derechos
Assen tiene actualmente cerca de 65 000 habitantes, aunque solo tuvo un alcance real de ciudad después de la Segunda Guerra Mundial. No obstante, ha sido ciudad oficialmente desde 1809. Los monumentos más importantes de la ciudad datan del siglo XIX.

## Industria
Alrededor de los años 1900 Assen comenzó a desempeñar un papel más prominente industrial. Originalmente fue un centro de los funcionarios públicos, pero la creación de una masacre casa, productos lácteos y fábrica de fundición de hierro, creó más diversas oportunidades de expansión y alentó el crecimiento. Assen alrededor de 1930 se convirtió en un punto central para la atención de la salud en la provincia, mediante el establecimiento de varios hospitales psiquiátricos y centros sanitarios.

## Crecimiento

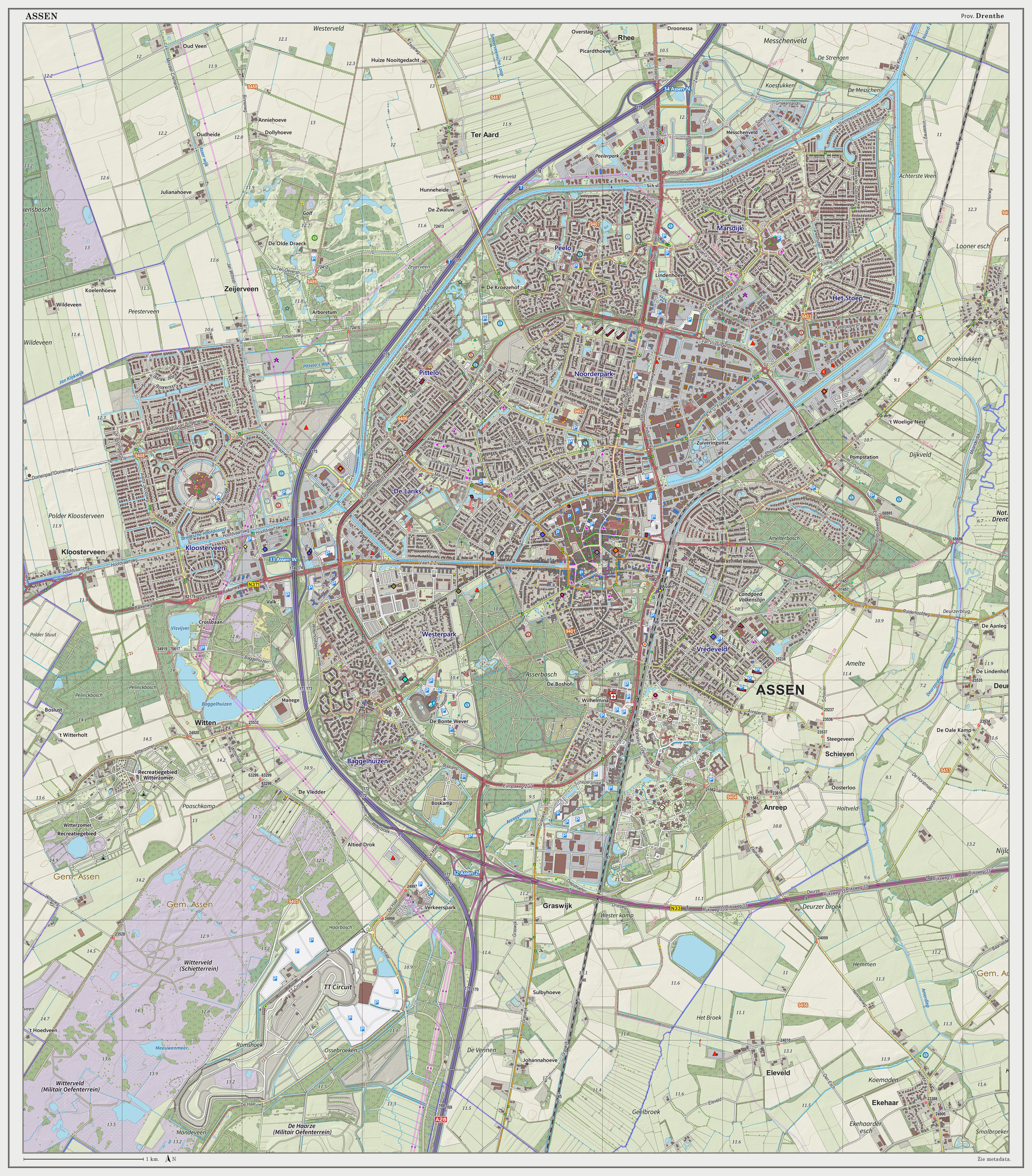
Mapa topográfico de Assen

Después de la Segunda Guerra Mundial, Assen no tenía más de 20 000 habitantes. El TT Assen hizo a la ciudad más conocida, pero no fue hasta la década de 1950 con el desarrollo de un núcleo industrial que Assen empezó a crecer mucho más rápidamente. El 'Aardolie Nederlands Maatschappij "(Dutch Oil Company) se estableció en la ciudad y con ello, se estableció una tendencia. Ahora, Assen es conocido no solo por su TT, Bartje en la 'Drentse Rijwielvierdaagse ». También es la ciudad con más rápido crecimiento en la parte norte de los Países Bajos, tiene amplias oportunidades de empleo, en particular en la industria de servicios. Un crecimiento sin precedentes en la ciudad en términos de habitantes y viviendas se está llevando a cabo con los problemas medioambientales cada vez más urgentes.
La ciudad se ha convertido progresivamente en el ciclo más favorables desde el decenio de 1960.
Notables personas nacidas en Assen:
- Klenie Bimolt (nacido en 1945), nadador braza
- John-Paul Langbroek (nacido en 1961), político australiano
- Peter Hoekstra (nacido en 1973), jugador de fútbol
- Inge Dekker (nacido en 1985), nadadora

Notables personas que viven en Assen:
- Renate Groenewold (patinadora)

## Turismo y lugares de interés
El Circuito de Assen (TT-Circuit Assen) es uno de los más famosos autódromos de carreras de motocicletas en el mundo y es el único circuito que ha estado en el calendario de MotoGP desde sus comienzos en 1949. En él se corre el Gran Premio de los Países Bajos de Motociclismo. Al Circuito de Assen se le considerada "La Catedral del Motociclismo".
En noviembre de cada año Assen se convierte en el centro de la atención internacional para el mundo del baile y bailarines de América Latina, cuando la ciudad acoge el Festival de Danza Assen que incluye el "Dutch Open Championship". Este es un evento abierto para bailarines de todos los países y todos los órganos creados en virtud de la danza y un imán para aquellos que son o aspiran a ser el mejor.
Assen es también la capital de la "provincia de ciclismo" de los Países Bajos, Drenthe. Hay muchas tiendas y fábricas de alta calidad de bicicletas en la ciudad y sus alrededores y es anfitrión de eventos como el Drenthe Fietsvierdaagse y la Jeugdtour. En 2009
la apertura de la etapa de la Vuelta a España fue en Assen.